# Árraga
Árraga is een plaats in het Argentijnse bestuurlijke gebied Silípica in de provincie Santiago del Estero. De plaats telt 903 inwoners.